# Clusia obdeltifolia
Clusia obdeltifolia är en tvåhjärtbladig växtart som beskrevs av V. Bittrich. Clusia obdeltifolia ingår i släktet Clusia och familjen Clusiaceae. Inga underarter finns listade i Catalogue of Life.